# Le Poët-Sigillat
Le Poët-Sigillat – miejscowość i gmina we Francji, w regionie Owernia-Rodan-Alpy, w departamencie Drôme.
Według danych na rok 1990 gminę zamieszkiwało 77 osób, a gęstość zaludnienia wynosiła 5 osób/km² (wśród 2880 gmin regionu Rodan-Alpy Le Poët-Sigillat plasuje się na 1543. miejscu pod względem liczby ludności, natomiast pod względem powierzchni na miejscu 746.).